# Krużynka ziarenkowata

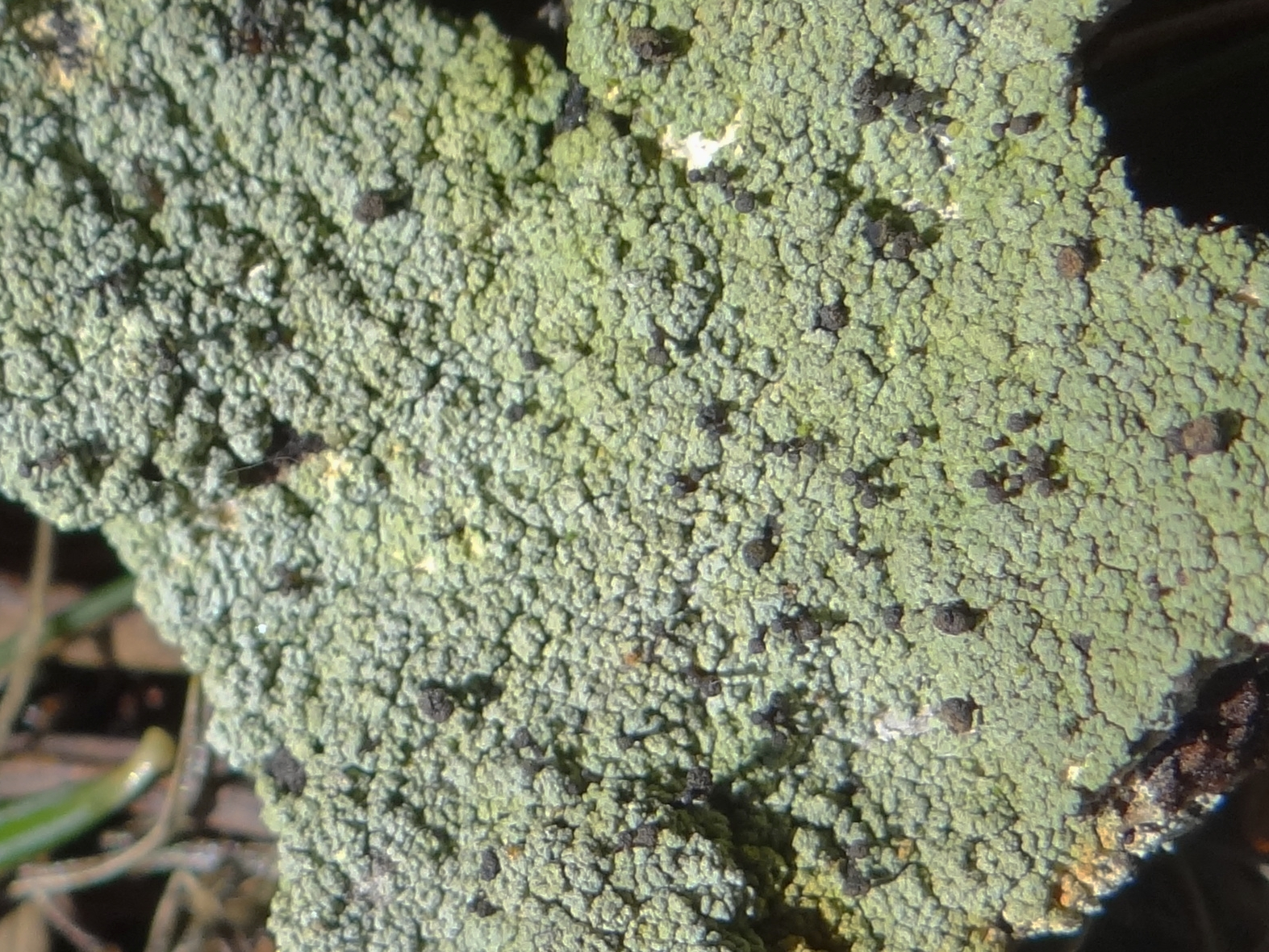

Krużynka ziarenkowata, krużyk żółtozielony, krużynka żółtozielona (Micarea prasina Fr.) – gatunek grzybów należący do rodziny Byssolomataceae. Ze względu na współżycie z glonami zaliczany jest do grupy porostów.

## Systematyka i nazewnictwo
Pozycja w klasyfikacji według Index Fungorum: Byssolomataceae, Lecanorales, Lecanoromycetidae, Lecanoromycetes, Pezizomycotina, Ascomycota, Fungi.
Niektóre synonimy nazwy naukowej:

- Biatorina prasina (Fr.) Stein 1879
- Biatorina prasiniza (Nyl.) Arnold 1884
- Biatorina sordidescens (Nyl.) Arnold 1884
- Catillaria prasina (Fr.) Th. Fr. 1874
- Catillaria prasiniza (Nyl.) B. de Lesd. 1906
- Catillaria sordidescens (Nyl.) Zahlbr. 1889
- Lecidea prasina (Fr.) Schaer. 1833
- Lecidea prasiniza Nyl. 1874
- Lecidea sordidescens Nyl., 1874
- Micarea prasina var. sordidescens (Nyl.) Brodo 1968

Nazwy polskie według W. Fałtynowicza lub H. Wojciak.

## Charakterystyka
Tworzy skorupiastą plechę, która może być ziarenkowato-proszkowata, lub złożona z koralikowatych gruzełków. Ma barwę zieloną, brudnozieloną lub oliwkowozieloną. Pod wpływem wilgoci silnie pęcznieje. Plecha zawiera glony protokokkoidalne, których ściany galaretowacieją pod wpływem wilgoci. Hypotecjum bezbarwne lub jasnożółtawe. Hymenium ma grubość 50–70 μm, jest bezbarwne, czasami tylko w swojej najwyższej części jest oliwkowobrunatne.
Na plesze pojedynczo, lub w gronach występują lecideowe apotecja o średnicy 0,2–0,4 (0,7) mm. Mają wypukłe tarczki o barwie cielistej, czerwonobrunatnej, zielonkawoczarnej lub niemal czarnej. Brzeżek jest cienki i szybko zanika. Powierzchnia tarczek pokryta jest ziarenkowatymi wypukłościami. W jednym worku powstaje po 8 prostych zarodników o owalnym lub podłużnym kształcie. Są dwukomórkowe, czasami jednak przegroda międzykomórkowa jest niedostrzegalna. Rozmiar zarodników: 7–12 (14) × 2,5–4 μm.

## Występowanie i siedlisko
Występuje na wszystkich kontynentach poza Antarktydą. Występuje także na wielu wyspach. W Europie występuje na całym obszarze, północna granica jej zasięgu biegnie przez Islandię i Półwysep Skandynawski, po 64 stopień szerokości geograficznej.
Rozwija się głównie na próchniejącym drewnie na pniakach, rzadziej u podstawy pni drzew. Preferuje miejsca wilgotne i cieniste. Spotykana jest na wielu gatunkach drzew liściastych i na jałowcu, rzadko także na mchach i na borówce czarnej.